# Namiq Abdullayev
Namiq Yadulla oğlu Abdullayev (ur. 4 stycznia 1971 w Baku) – azerski zapaśnik stylu wolnego, mistrz (2000) i wicemistrz (1996) olimpijski, trzykrotny wicemistrz świata, trzykrotny mistrz Europy, wielokrotny mistrz kraju.

## Sportowa kariera
Zapasy zaczął trenować w klubie Neftçi Baku w 1983 roku, w wieku 11 lat.
Trzykrotnie reprezentował Azerbejdżan na igrzyskach olimpijskich. W swoim debiucie, w 1996 roku w Atlancie zdobył srebrny medal w wadze muszej (52 kg), przegrywając jedynie z Bułgarem Walentinem Jordanowem (3:4). Cztery lata później w Sydney był chorążym reprezentacji. Osiągnął tam największy sukces w swojej karierze, zostając mistrzem olimpijskim. W finale turnieju wagi koguciej (55 kg) pokonał Amerykanina Samuela Hensona (4:3). W swoim ostatnim starcie olimpijskim, w 2004 roku w Atenach nie obronił tytułu, odpadając z rywalizacji już w fazie grupowej (ostatecznie zajął 14. miejsce). Srebro na igrzyskach wojskowych w 1995.
Zawodniczą karierę zakończył oficjalnie w 2009 roku. Wkrótce potem objął stanowisko wiceprezydenta Azerbejdżańskiej Federacji Zapaśniczej.
Jest członkiem Azerbejdżańskiego Komitetu Olimpijskiego. Odznaczony tytułami "Zasłużonego Mistrza Sportu Azerbejdżanu" (2006) oraz "Zasłużonego Trenera Azerbejdżanu" (2007). Absolwent Azerbejdżańskiego Instytutu Kultury Fizycznej, a także Państwowego Uniwersytetu w Baku na kierunku prawo. Jest oficerem policji w stopniu podpułkownika.
Brat Arifa Abdullayeva, zapaśnika, olimpijczyka z Atlanty 1996 i Sydney 2000.